# 大洲総合運動公園硬式野球場
大洲総合運動公園硬式野球場（おおすそうごううんどうこうえん こうしきやきゅうじょう）は、大分県大分市の大洲総合運動公園内にある野球場である。
命名権導入（後述）による呼称は「別大興産スタジアム」（べつだいこうさんスタジアム）で、従来の愛称は「新大分球場」（しんおおいたきゅうじょう）。施設は大分県が所有し、大分県公園協会が運営管理を行っている。

## 概要・歴史
かつて旧大分空港（1971年に国東半島に移転）のエプロンだった場所に建設され、1980年3月に完成、6月から供用を開始した。翌1981年、プロ野球公式戦のナイター開催に対応可能な照明設備を追加整備した。
少年野球、高校野球、社会人野球などアマチュア野球公式戦を中心に利用されている。
プロ野球は、広島東洋カープや南海ホークスなどが主催公式戦を数年に一度に開催していたが、1989年に行われた福岡ダイエーホークス対近鉄バファローズ戦を最後に公式戦の開催からは遠ざかり、毎年春のオープン戦で使用される程度であった。しかし、2008年5月28日のセ・パ交流戦で19年ぶりに横浜ベイスターズ主催による福岡ソフトバンクホークスとの試合が行われた。
老朽化に伴い、2011年10月からグラウンド拡張やスコアボードの全電光化などの改修を行ない、芝生の養生などを経て、2012年6月2日に使用が再開された。また、大分県別府市に本社を置く不動産業の別大興産が、年648万円・3年間の条件で命名権を取得し、同日より呼称が「別大興産スタジアム」となった。その後2015年に年702万円・3年間の条件で命名権期間を更新。2018年・2021年・2024年に期間を延長し、2025年時点では2027年5月末までの契約となっている。
2021年に開幕した九州アジアリーグに所属する大分B-リングスが本拠地として主催試合を実施している。2021年2月に発表された初年度の日程では使用球場の中で最多開催（17試合）となっていた。最終的に初年度の開催試合数は14試合で、当初予定通り最多開催であった。2022年度以降もチームの公式戦最多開催球場である。
2022年には東都大学野球史上初めての地方開催試合として、春季リーグ1部開幕戦が開催された。

## 主なエピソード
- 1995年3月3日、長嶋茂雄監督率いる読売ジャイアンツと王貞治監督率いる福岡ダイエーホークス戦とのオープン戦が開催され、この試合が初のON対決となった。試合は5-1で読売ジャイアンツの勝利
- 2004年7月2日と3日に第33回日米大学野球選手権大会が開催された（2日：ナイター・18:00開始、3日：デーゲーム・11:00開始）。同年の日本代表には当時明治大学4年の一場靖弘（元：東京ヤクルトスワローズ）らも名を連ねている。
- 2005年2月26日、オープン戦の読売ジャイアンツ対東北楽天ゴールデンイーグルス戦が開催された。この試合は楽天にとって球団史上初の対外試合。試合は4-3で楽天が勝利し、新球団の門出を白星で飾った。
- 2008年5月28日、前述の通り19年ぶりにプロ野球公式戦の横浜ベイスターズ対福岡ソフトバンクホークス1回戦が大分放送の開局55周年記念事業の一環として行われた。試合はソフトバンクのリック・ガトームソンが投手としては交流戦史上初となる場外本塁打を放つなど打撃で圧倒。試合は雨天のため7回コールドとなり、6-2でソフトバンクが勝利した。

## プロ野球開催実績

### 広島東洋カープ

#### セントラルリーグ公式戦
- 1981年5月28日 広島東洋カープ 10-4 中日ドラゴンズ　観衆：16,000人
- 1982年6月8日 広島東洋カープ 5-3 中日ドラゴンズ 観衆：15,000人
- 1983年8月2日 広島東洋カープ 3-4 ヤクルトスワローズ 観衆：16,000人
- 1984年6月2日 広島東洋カープ 8-3 中日ドラゴンズ 観衆：16,000人
- 1984年6月3日 広島東洋カープ 8-6 中日ドラゴンズ 観衆：11,000人
- 1985年5月11日 広島東洋カープ 7-6 中日ドラゴンズ 観衆：12,000人
- 1985年5月12日 広島東洋カープ 4-5 中日ドラゴンズ 観衆：10,000人
- 1986年5月17日 広島東洋カープ 4-2 横浜大洋ホエールズ 観衆：13,000人
- 1986年5月18日 広島東洋カープ 2-1 横浜大洋ホエールズ 観衆：8,000人

#### オープン戦
- 1985年3月24日 広島東洋カープ 11-9 阪神タイガース
- 1987年3月15日 広島東洋カープ 6-4 横浜大洋ホエールズ 観衆：7,000人
- 1989年3月21日 広島東洋カープ 4-7 中日ドラゴンズ 観衆：12,000人
- 1990年3月21日 広島東洋カープ 3-11 中日ドラゴンズ 観衆：10,000人
- 1993年3月14日 広島東洋カープ 6-5 中日ドラゴンズ 観衆：8,000人
- 1994年3月14日 広島東洋カープ - 中日ドラゴンズ
- 1996年3月16日 広島東洋カープ 2-5 阪神タイガース

### 横浜DeNAベイスターズ

#### セ・パ交流戦
- 2008年5月28日 横浜ベイスターズ 2-6 福岡ソフトバンクホークス　観衆：13,226人

### 読売ジャイアンツ

#### オープン戦
- 1984年3月9日 読売ジャイアンツ 2-3 阪神タイガース 観衆：22,000人
- 1986年3月7日 読売ジャイアンツ 2-1 ロッテオリオンズ
- 1987年3月6日 読売ジャイアンツ 3-1 阪急ブレーブス 観衆：20,000人
- 1988年3月3日 読売ジャイアンツ 7-2 阪急ブレーブス 観衆：17,000人
- 1989年3月3日 読売ジャイアンツ 0-10 横浜大洋ホエールズ 観衆：18,000人
- 1990年3月12日 読売ジャイアンツ 3-3 福岡ダイエーホークス 観衆：20,000人
- 1995年3月3日 読売ジャイアンツ - 福岡ダイエーホークス
- 2003年3月3日 読売ジャイアンツ 2-5 中日ドラゴンズ
- 2005年2月26日 読売ジャイアンツ 3-4 東北楽天ゴールデンイーグルス 観衆：13,700人

### イースタンリーグ公式戦
- 1987年5月5日 読売ジャイアンツ 8-0 西武ライオンズ
- 1993年5月5日 読売ジャイアンツ 4-2 西武ライオンズ
- 2000年5月6日 読売ジャイアンツ 3-10 ヤクルトスワローズ
- 2004年5月4日 読売ジャイアンツ 4-12 西武ライオンズ

#### イースタン・ウエスタン交流戦
- 2016年9月4日 読売ジャイアンツ 2-5 福岡ソフトバンクホークス 観衆：2,754人

### 阪神タイガース

#### オープン戦
- 2001年3月10日 阪神タイガース - 福岡ダイエーホークス

### 大阪近鉄バファローズ

#### パシフィックリーグ公式戦
- 1981年8月9日 近鉄バファローズ 13-1 南海ホークス 観衆：18,000人
- 1983年7月10日　近鉄バファローズ 11-12 南海ホークス　観衆：18,000人

### 福岡ソフトバンクホークス

#### パシフィックリーグ公式戦
- 1985年7月6日 南海ホークス 2-1 ロッテオリオンズ 観衆：5,500人
- 1985年7月7日 南海ホークス 2-7 ロッテオリオンズ 観衆：7,000人
- 1989年8月19日 福岡ダイエーホークス 0-1 近鉄バファローズ 観衆：12,000人
- 1989年8月20日 福岡ダイエーホークス 1-5 近鉄バファローズ 観衆：12,000人

#### オープン戦
- 2014年3月16日 福岡ソフトバンクホークス 10-0 読売ジャイアンツ 観衆：11,166人
- 2018年3月13日 福岡ソフトバンクホークス 7-8 読売ジャイアンツ 観衆：9,641人[12]

#### ウエスタンリーグ公式戦
- 2001年5月19日 福岡ダイエーホークス 10-5 サーパス神戸
- 2001年5月20日 福岡ダイエーホークス 4-5 サーパス神戸
- 2011年6月4日 福岡ソフトバンクホークス 7-0 広島東洋カープ 観衆：3,676人
- 2012年9月1日 福岡ソフトバンクホークス 7-1 オリックス・バファローズ 観衆：3,262人
- 2017年6月25日 福岡ソフトバンクホークス - 中日ドラゴンズ（中止）
- 2019年4月21日 福岡ソフトバンクホークス 2-6 オリックス・バファローズ 観衆：1,841人
- 2022年6月26日 福岡ソフトバンクホークス 5-1 オリックス・バファローズ 観衆：2,216人

### オープン戦
- 1998年3月3日 オリックス・ブルーウェーブ - 福岡ダイエーホークス 観衆:8,000人

## 施設概要
- 両翼：100m、中堅：122m

（改修前は両翼：91m、中堅：120m）
- 内野：土、外野：天然芝（ティフトン）
- 照明設備：6基（照度8段階）
- スコアボード：フルカラーLED対応フリーボード

（改修前は得点表示部が電光式（白色電球）で、その他はパネル式）
- 収容人員：15,500人（ネット裏：背もたれ付セパレートチェア、一・三塁側：ベンチ、外野：芝生）

## 交通
- 大分バス・大分交通バス（共同運行）、「大分バス本社前６番のりば」停留所より、「大洲運動公園前」停留所にて下車